# Alegorická socha Amerika (Lysá nad Labem)
Alegorická socha Amerika je součástí souboru alegorií světadílů v zámeckém parku v Lysé nad Labem v okrese Nymburk ve Středočeském kraji. Socha je umístěna na jižním schodišti francouzského libosadu. Autorem sochy je dílna Matyáše Bernarda Brauna, konkrétně „Sochař z Benátek“, jímž by mohl být snad František Adámek nebo Jan Dlouhý-Lang. Originální alegorie vznikla kolem roku 1735. V zámeckém parku se v současnosti nalézá kopie originálu z rozmezí let 1935 až 1936.

## Popis
Amerika se svou čelenkou a lukem přibližuje „Nový svět" jako domov indiánských kultur. Socha zaujímá téměř totožný postoj jako alegorie Afriky. Rozdíl však u ní můžeme nalézt v pohybu levé nohy, kterou přišlapává snad ještěra. Vzhledem k tehdejší špatné znalosti exotických zvířat, s níž jsme se mohli setkat již u alegorické sochy Afriky, můžeme v ještěřím tvorovi dost možná identifikovat i krokodýla. Zcela jiného názoru je však Ivo Kořán, který v tomto zvířeti spatřuje směšně vyvedeného žraloka. Velký vodní plaz se rozpíná za pravou zatíženou nohou „Nového světa". Putti drží ve své levé ruce luk, tradiční střelnou zbraň původního obyvatelstva amerického kontinentu, indiánů. Pravou zdviženou rukou poté předvádí gesto, jehož smysl dnes neumíme přesně interpretovat. Oblečen je do suknice připevněné páskou přes rameno. Jeho záda zakrývá plášť, na kterém můžeme nalézt malou brašnu s šípy. Usměvavou baculatou tvářičku doplňují kudrnaté vlasy, svázané do uzlu tak, že jeden pramen spadá na jeho záda. Na hlavě má nasazenou „šviháckou" indiánskou čelenku z ptačího peří.